# Heinz Graaf
Heinz Graaf (* 14. Januar 1910 in Hamburg; † 6. Juli 1980 ebenda) war ein deutscher Architekt.

## Leben

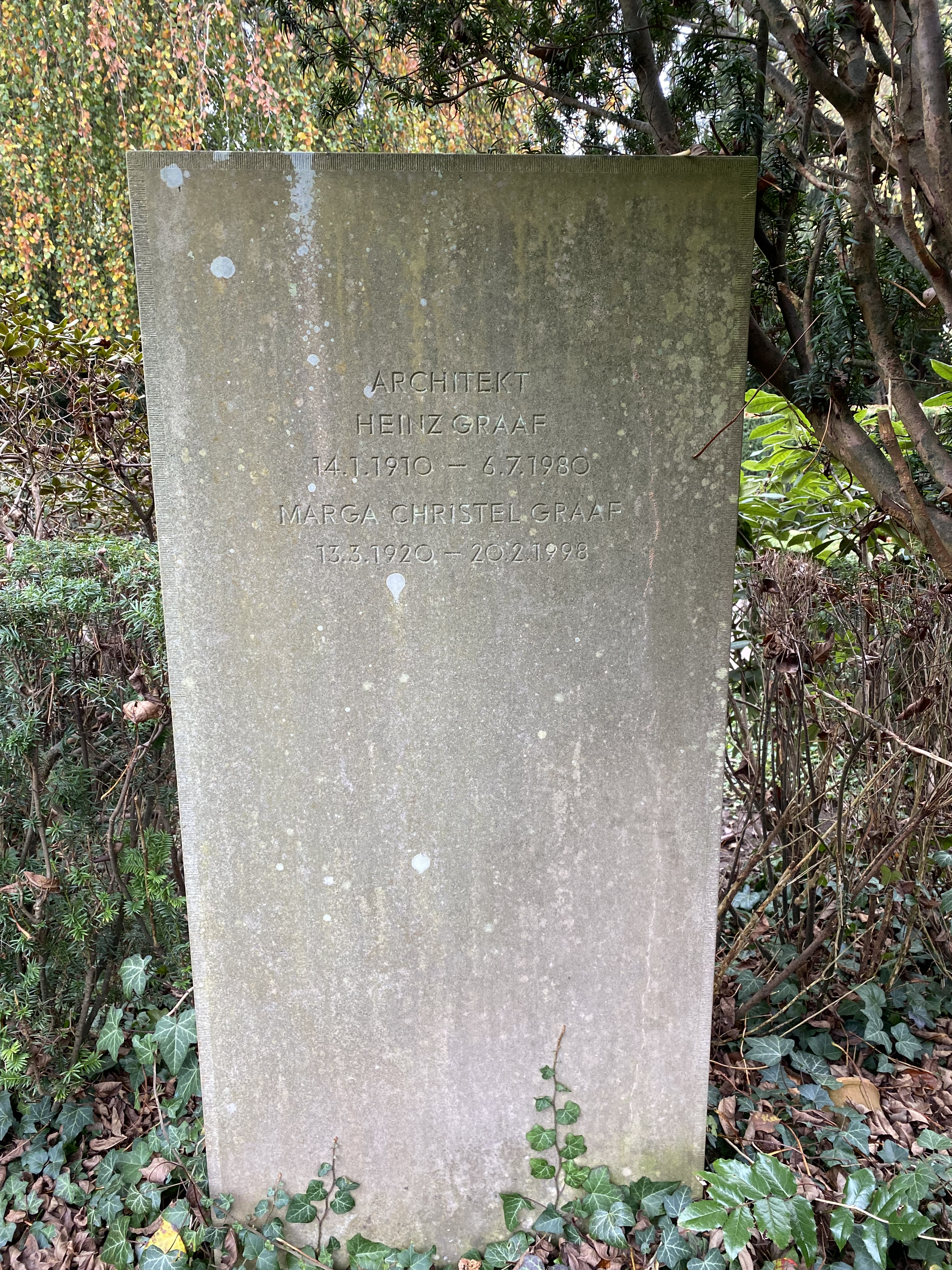
Grabstätte

Nachdem er von 1920 bis 1930 an der TH Dresden studiert hatte, war er von 1930 bis 1931 Mitarbeiter im Büro von Fritz Höger. Von 1931 bis 1933 setzte er sein Studium an der TH München fort. Nach einer kurzen Mitarbeit im Büro des Architekten Hans Iwowski, war Graaf dann von 1934 bis 1935 im Büro von Richard Riemerschmid in München tätig. Die Kriegszeit verbrachte er als Architekt bei der Bauverwaltung der Luftwaffe als Regierungsbaurat. Nach 1945 machte er sich als Architekt in Hamburg selbstständig. Von 1963 an war er gemeinsam mit Peter P. Schweger tätig. Er starb am 6. Juli 1980 in Hamburg und wurde auf dem Nienstedtener Friedhof beigesetzt.

## Werkauswahl

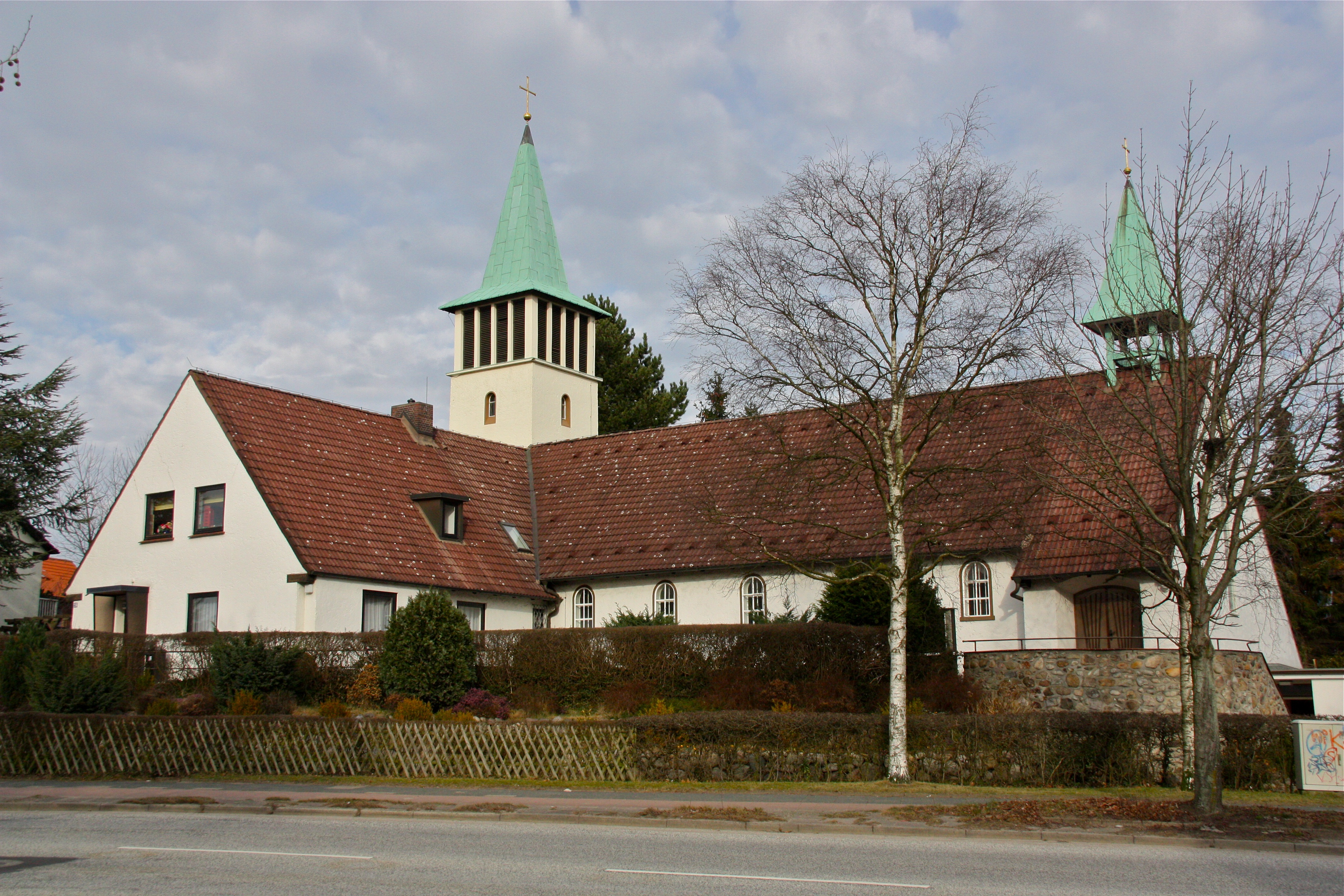
Bruder Konrad-Kirche Hamburg-Osdorf

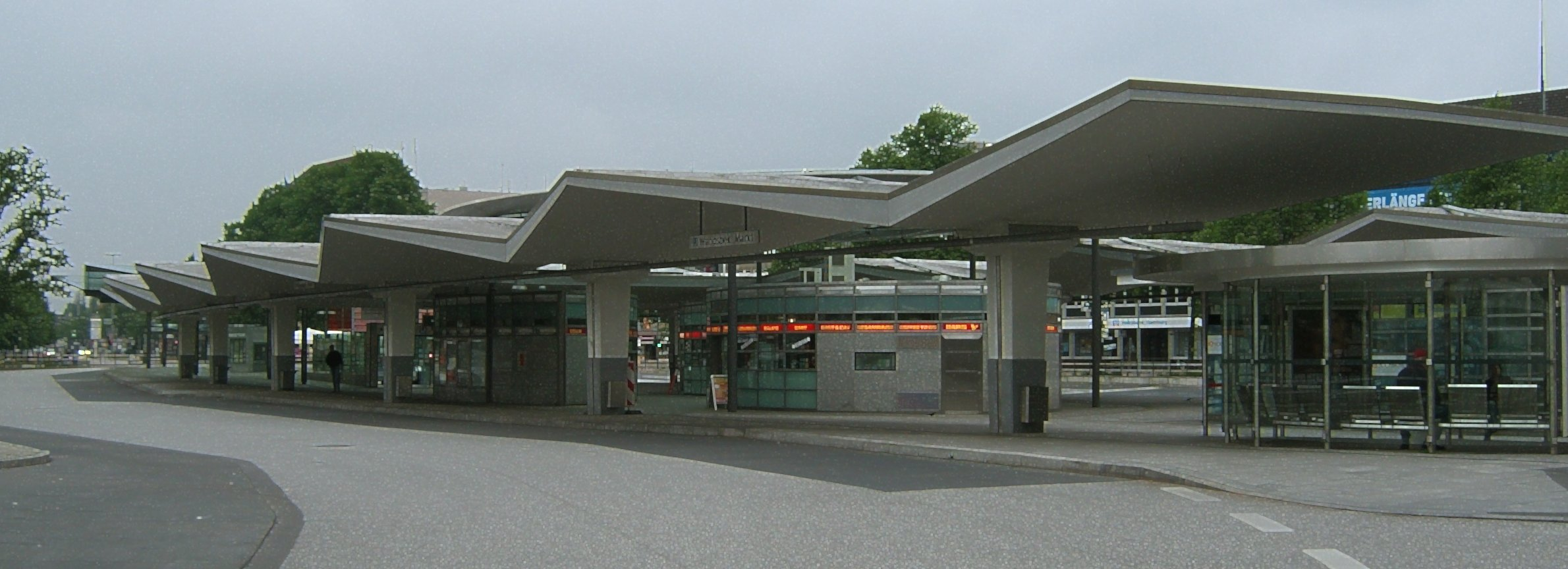
Busbahnhof Wandsbek-Markt in Hamburg

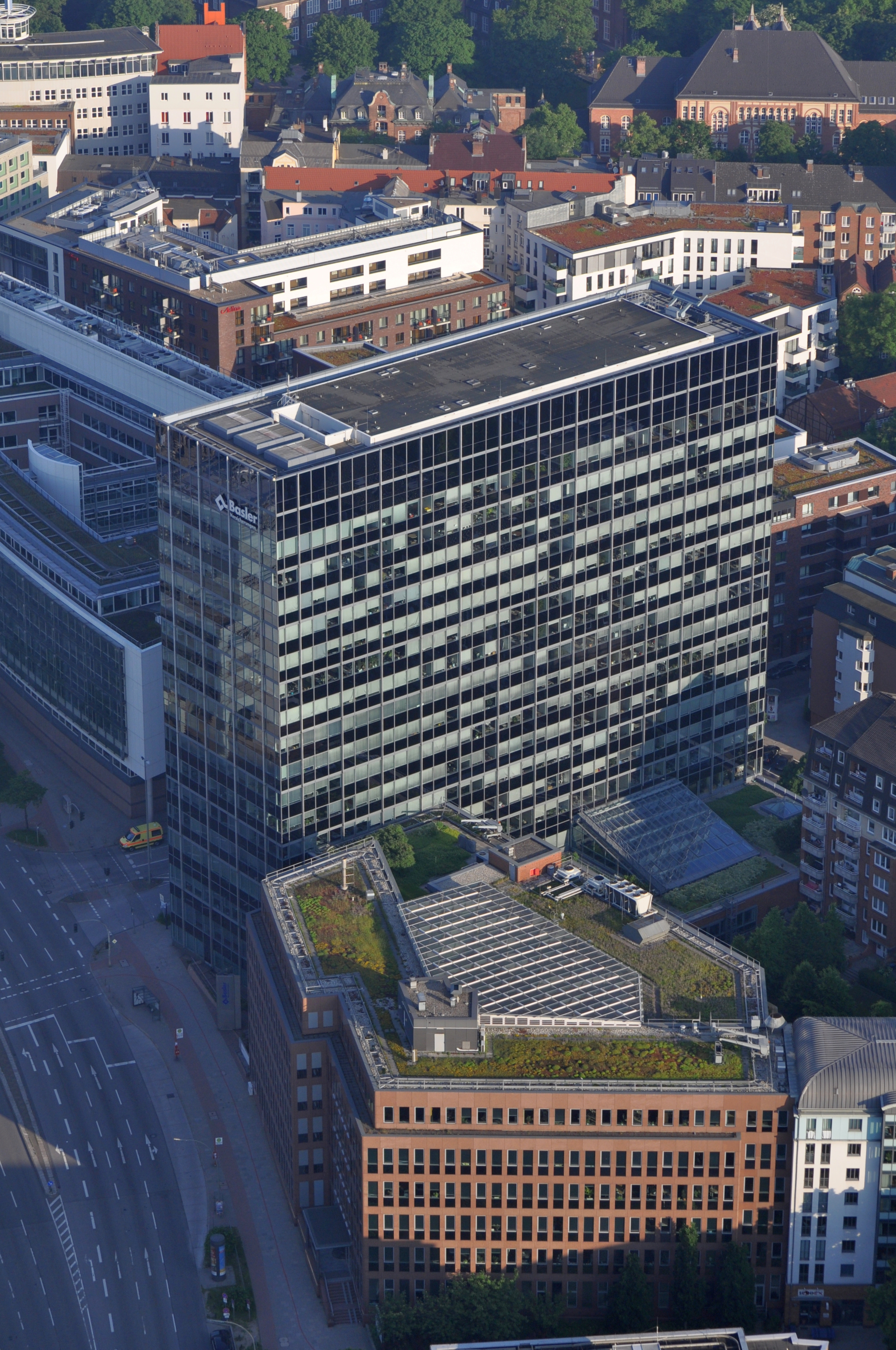
Verwaltung Deutscher Ring Hamburg

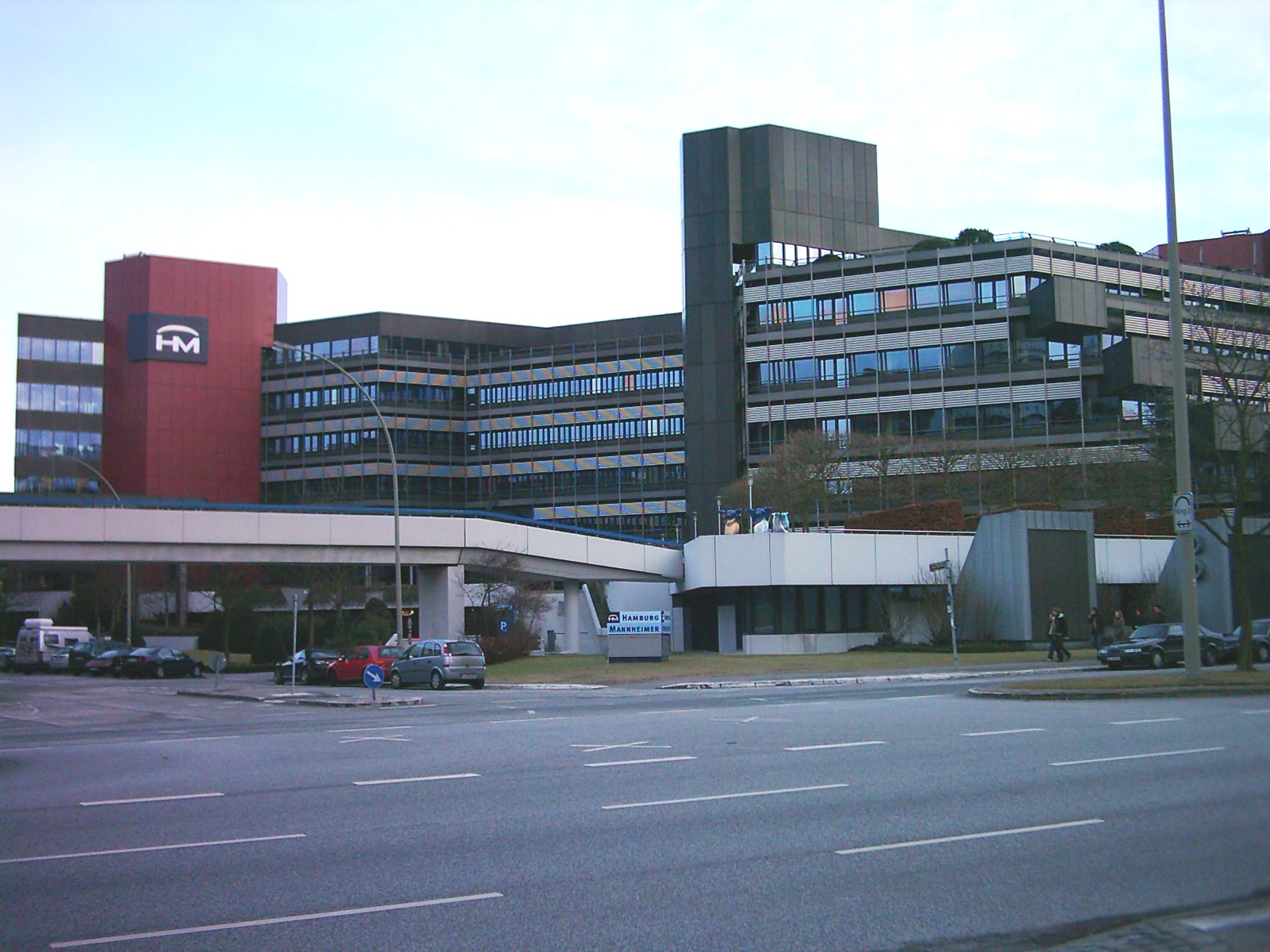
Hamburg Mannheimer-Zentrale City Nord Hamburg

- 1947 Wettbewerb Elbtunnel Hamburg, 1. Preis
- 1948 Wettbewerb Hamburger Innenstadt, 1. Preis
- 1948–1954 Bruder-Konrad-Kirche in Hamburg-Osdorf
- 1949–1951 Gartensiedlung Mechelnbusch 1–29, 2–26 in Hamburg-Rissen (zusammen mit Curt Max Corleis)
- 1955–1957 Wiederaufbau Dreieinigkeitskirche in Hamburg-St. Georg
- 1950–1962 Siedlung Hamburg-Nienstedten
- 1951–1953 Siedlung Hamburg-Iserbrook, Sülldorfer Landstr. und Hasenhöhe
- 1954–1956 Wohnbauten Sülldorfer Brooksweg in Hamburg-Rissen
- 1954–1958 Großsiedlung Kassel-Auefeld
- 1957 Wettbewerb Wohnanlage Baben de Möhl in Hamburg-Bergstedt, 1. Preis
- 1958–1960 Siedlung Düsseldorf-Eller
- 1958–1966 Norddeutsche Teppichfabrik in Geesthacht
- 1958 Erster Preis (zusammen mit Günter Schulze) im Wettbewerb Internationale Gartenbauausstellung Hamburg (IGA) 1963
- 1960–1962 Omnibus-Bahnhof Wandsbek Markt am Wandsbeker Marktplatz in Hamburg-Wandsbek
- 1962–1964 Verwaltung Deutscher Ring, Hamburg (mit Joachim Matthaei)
- 1964–1966 Johanneskirche (Friedrichsgabe)
- 1963 Kleines Teehaus für die IGA '63 (mit Paul Krusche)[1]
- 1963–1971 Siedlung Kopperby-Ellenberg
- 1967–1971 Ingenieurschule Hamburg-Bergedorf, Lohbrügger Kirchweg 65 (zusammen mit Peter P. Schweger)
- 1971–1974 Hauptverwaltung Hamburg-Mannheimer City Nord (zusammen mit Peter P. Schweger)
- 1973 Pavillon Gerhart-Hauptmann-Platz, Hamburg (zusammen mit Peter P. Schweger). 2001 abgebrochen.
- 1974–1977 Umbau Kaufmannshaus, Hamburg, Große Bleichen 31 (zusammen mit Peter P. Schweger)
- 1976–1979 Geschäftshaus und Gänsemarkt-Passage (zusammen mit Peter P. Schweger). 2022/3 abgebrochen.
- 1978–1979 Filiale der Berliner Bank, Kreuslerstraße 10 in Hamburg-Mitte (zusammen mit Peter P. Schweger)
- 1978–1980 Verwaltungsgebäude des Heinrich Bauer Verlages, Burchardstraße 1 in Hamburg-Mitte (zusammen mit Peter P. Schweger)
- 1979–1980 Geschäftshaus Mientus, Neuer Wall 48 in Hamburg (zusammen mit Peter P. Schweger)
- 1979–1980 Geschäftshaus Neuer Wall 50 in Hamburg (zusammen mit Peter P. Schweger). Fassade heute völlig verändert.

Nach seinem Tode wurde auf Grundlage von Entwürfen 1985–1989 die Techniker Krankenkasse in Hamburg-Barmbek errichtet.